# Norfolk House

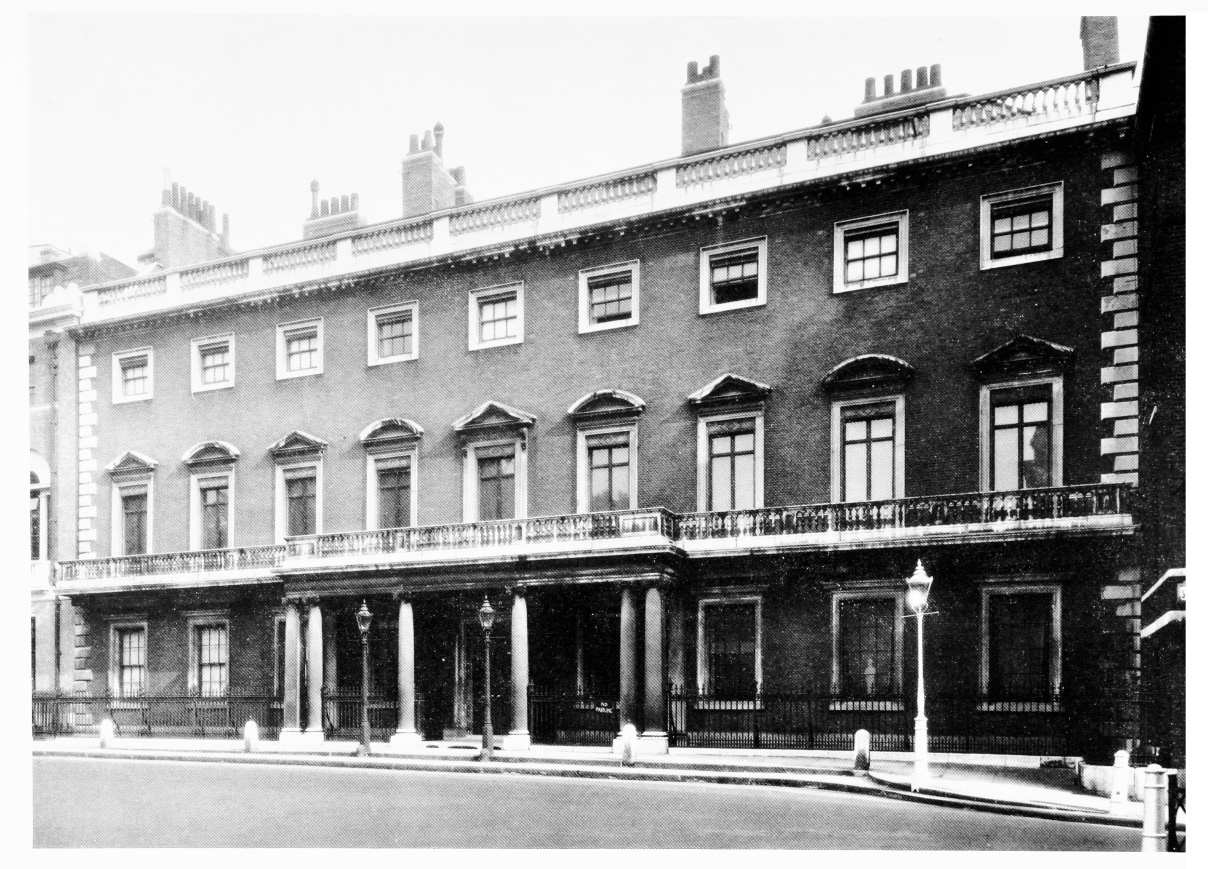
Norfolk House nel 1932

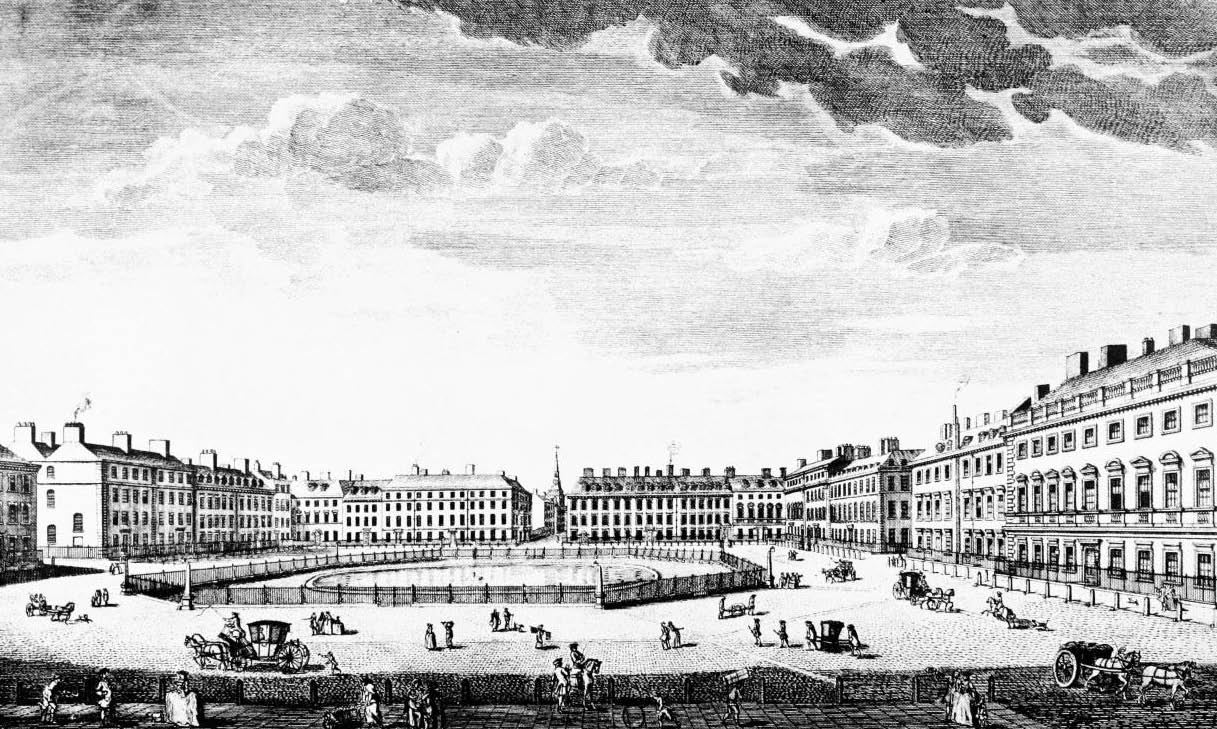
Norfolk House si trova all'estrema destra in questa incisione della metà del XVIII secolo.

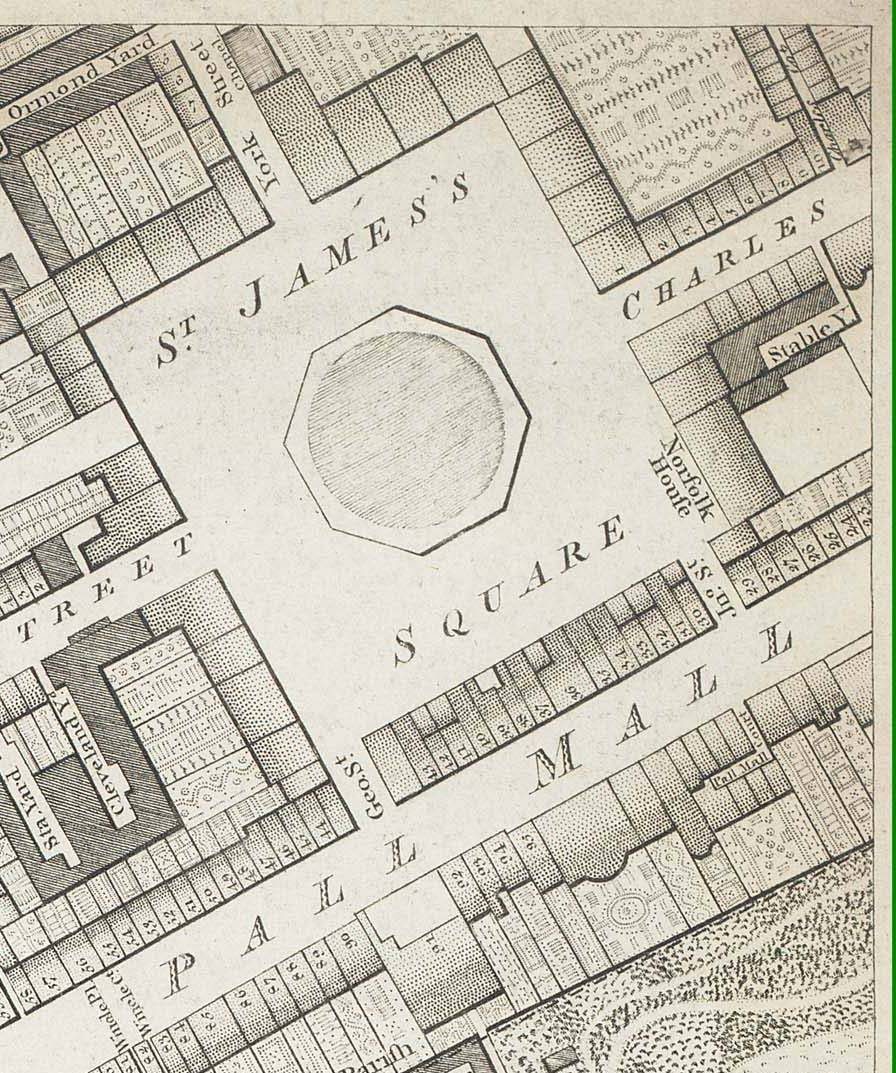
La posizione di Norfolk House è mostrata su questa mappa del 1799.

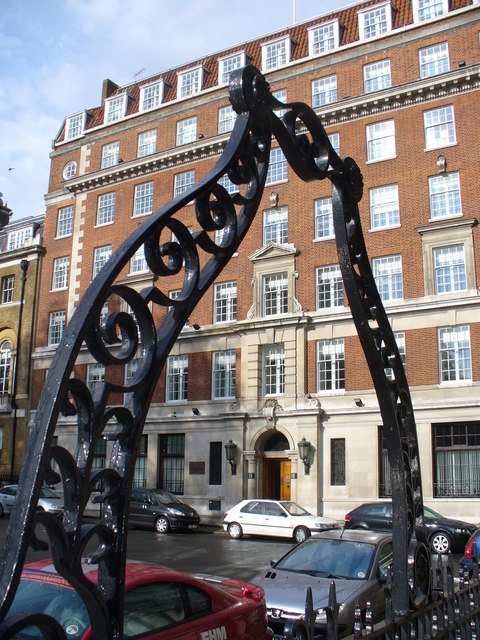
Il blocco di uffici noto come "Norfolk House" che ha sostituito la residenza ducale nel 1938 e che è previsto per la demolizione e la riqualificazione dopo il 2019

Norfolk House, al 31 St James's Square, Città di Westminster a Londra. fu costruita tra il 1748 e il 1752 come propria residenza londinese da Edward Howard, IX duca di Norfolk (1686–1777) su progetto di Matthew Brettingham (1699–1769), "il Vecchio", e fu demolita nel 1938. La sua casa di campagna e sede principale era Worksop Manor nel Nottinghamshire. Norfolk House venne costruita su un sito precedentemente occupato da due case, vale a dire St Albans House, la residenza del conte di St Albans (acquistata da Thomas Howard, VIII duca di Norfolk nel 1722) e la residenza di John Belasise, I Barone Belasise (1614–1689) (acquistata dal IX duca di Norfolk nel 1748). Entrambe queste case furono demolite nel 1748 dal IX duca di Norfolk in preparazione della sua nuova residenza.

## St Albans House
St Albans House fu residenza reale per un breve periodo, dopo che il IX duca di Norfolk la offrì a Federico, principe del Galles, in seguito al suo matrimonio, nel 1736, con la principessa Augusta di Sassonia-Gotha. La coppia visse lì dal 1737 al 1741 e nella casa nacque il loro figlio poi divenuto re Giorgio III. La famiglia si trasferì a Leicester House nel 1742, che rimase la casa del principe fino alla sua morte nove anni dopo, e quella della sua vedova fino alla sua morte nel 1772.

## Norfolk House
Norfolk House rimase di proprietà dei Duchi di Norfolk fino al 1938, quando fu demolita e sostituita da un edificio per uffici. Durante la seconda guerra mondiale questo edificio servì da uffici per alti ufficiali di una varietà di forze armate alleate, tra cui l'armata canadese e la forza di spedizione alleata del quartier generale supremo sotto il generale Dwight D. Eisenhower. Due targhe all'esterno dell'edificio ricordano il ruolo dell'edificio nella guerra. L'edificio degli anni 1930 è stato completamente ristrutturato negli anni precedenti al 2019. Lo spazio per uffici era diventato obsoleto per i requisiti moderni e nel 2019 sono stati presentati progetti per demolirlo e ricostruirlo al costo di 60 milioni di sterline in linea con i requisiti moderni.

### Sala della musica
Della casa settecentesca sopravvivono parti dell'interno, rimosse prima della demolizione, tra cui la Sala della Musica, progettata da Giovanni Battista Borra per la moglie del IX duca Mary Blount, ora esposta al Victoria and Albert Museum, restaurata e ridecorata alle sue condizioni originali di vernice bianca brillante con legno dorato e intagliato.

## Galleria d'immagini

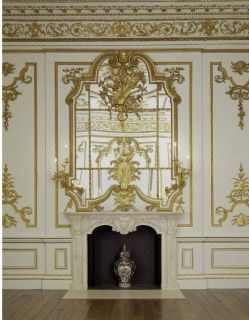
La sala della musica da Norfolk House, St James's Square, Londra, 1748–1756 Victoria & Albert Museum n. W.70:1-1938
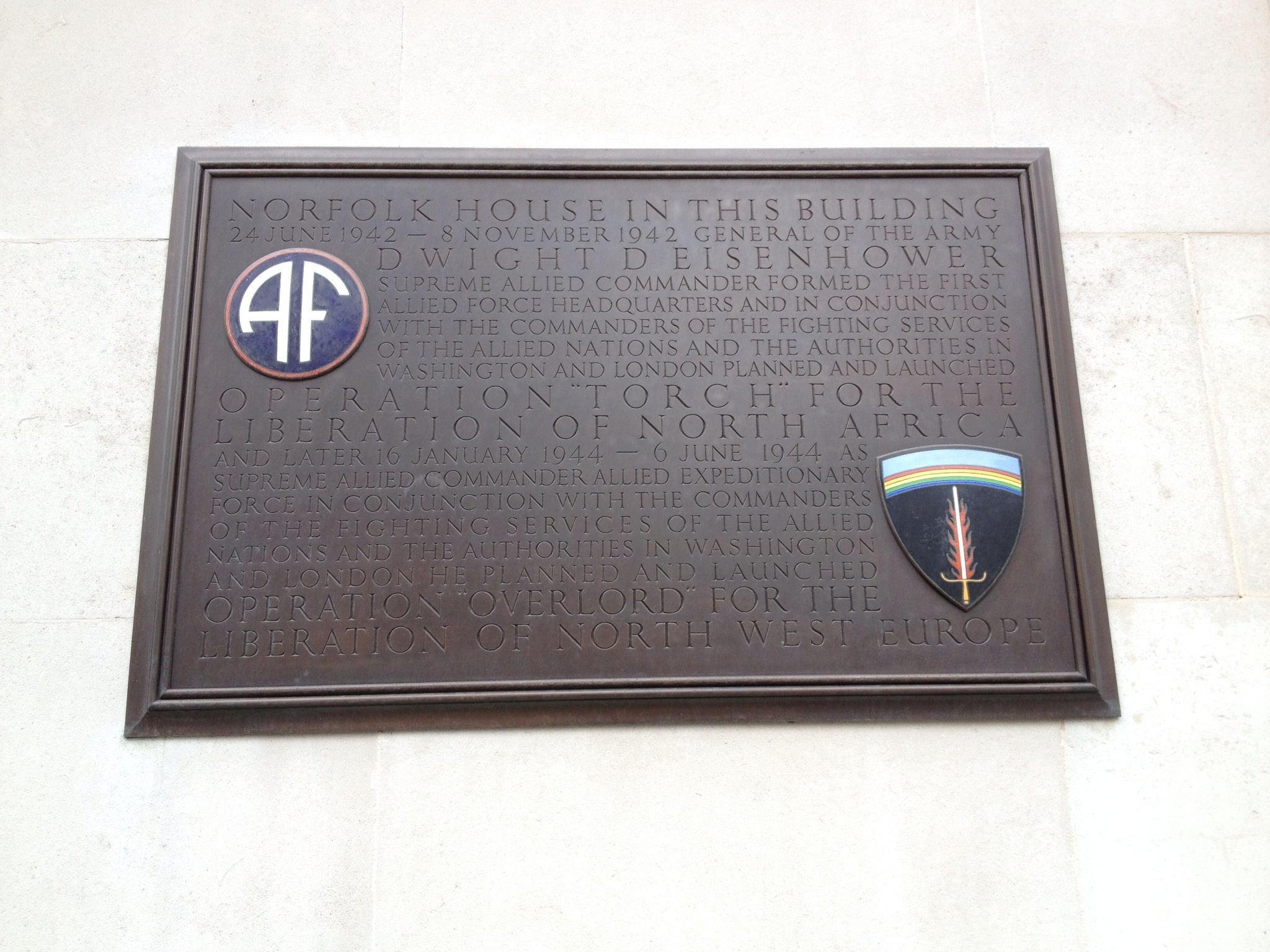
La targa dice: Norfolk House: in questo edificio 24 giugno 1942 - 8 novembre 1942 il generale dell'esercito Dwight D Eisenhower, comandante supremo alleato formò il primo quartier generale delle forze alleate e in collaborazione con i comandanti dei servizi di combattimento delle Nazioni alleate e le autorità a Washington e Londra pianificò e lanciò l'operazione "Torch" per la liberazione del Nord Africa e successivamente, dal 16 gennaio 1944 al 6 giugno 1944, come Comandante supremo alleato della forza di spedizione alleata in collaborazione con i comandanti dei servizi di combattimento delle Nazioni alleate e le autorità di Washington e Londra ha pianificato e lanciato l'operazione "Overlord" per la liberazione dell'Europa nord-occidentale.
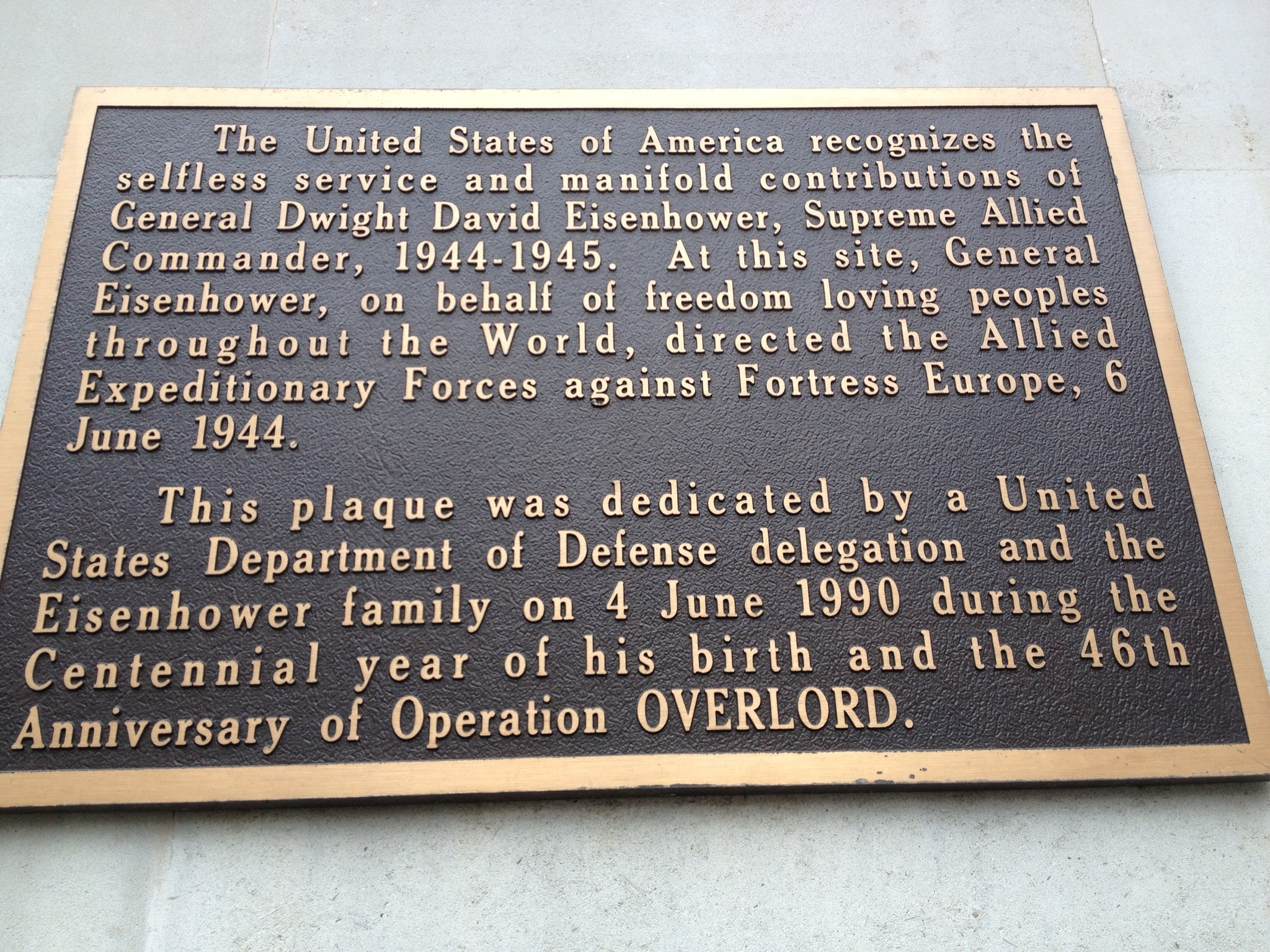
La targa dice: Gli Stati Uniti d'America riconoscono il servizio disinteressato e i molteplici contributi del generale Dwight David Eisenhower, comandante supremo alleato, 1944-1945. In questo sito, il generale Eisenhower, a nome dei popoli amanti della libertà in tutto il mondo, diresse le forze di spedizione alleate contro la fortezza Europa, il 6 giugno 1944. Questa targa è stata dedicata da una delegazione del Dipartimento della Difesa degli Stati Uniti e dalla famiglia Eisenhower il 4 giugno 1990 durante l'anno del centenario della sua nascita e il 46º anniversario dell'operazione Overlord.